# Rangierbahnhof-Siedlung
Die Rangierbahnhof-Siedlung ist ein Stadtteil im Südosten von Nürnberg. Sie gehört zum Statistischen Stadtteil 3 (Südöstliche Außenstadt). Der Bezirk besteht aus den Distrikten 310 Rangierbahnhof-Siedl. (Bauernfeindstr.) und 311 Rangierbahnhof-Siedl. (Planetenring).
Rangierbahnhof-Siedlung ist auch der Name der in der ersten Hälfte des 20. Jahrhunderts entstandenen Eisenbahnersiedlung im Stile einer Gartenstadt, die nach Karl Maximilian von Bauernfeind auch Bauernfeindsiedlung genannt wird. Zusammen mit der Parkwohnanlage Zollhaus bildet sie den Stadtteil. Der ursprüngliche Name der Siedlung war „Wohnkolonie Nürnberg Rangierbahnhof“, im Volksmund auch „Rangierbahnhof-Siedlung“, „Zollhaus-Siedlung“ (zusammen mit der Parkwohnanlage Zollhaus), „Alte Siedlung“ oder auch nur „Bauernfeind“ genannt. Die Gartenstadt-Idee geht auf den Engländer Ebenezer Howard (1850–1928) zurück, dessen Ziel es war, eine Symbiose zwischen dem Leben auf dem Land und dem Leben in der Stadt zu bilden.

## Geografische Lage
Die Rangierbahnhof-Siedlung liegt im Südosten Nürnbergs, etwa 5 Kilometer vom Stadtzentrum entfernt.

## Geschichte
Der Rangierbahnhof wurde 1903 außerhalb des Nürnberger Stadtgebietes auf dem Gelände des Forstbezirks Lichtenhof des Lorenzer Reichswaldes in Betrieb genommen.
Erste Gebäude entstanden ab 1904 zwischen den Zu- und Abfahrgleisen des Einfahrtsbahnhofes, da dieser Streifen betrieblich nicht zu nutzen war.
Das Gebiet wurde am 1. August 1905 nach Nürnberg eingemeindet.

### Bauernfeindsiedlung

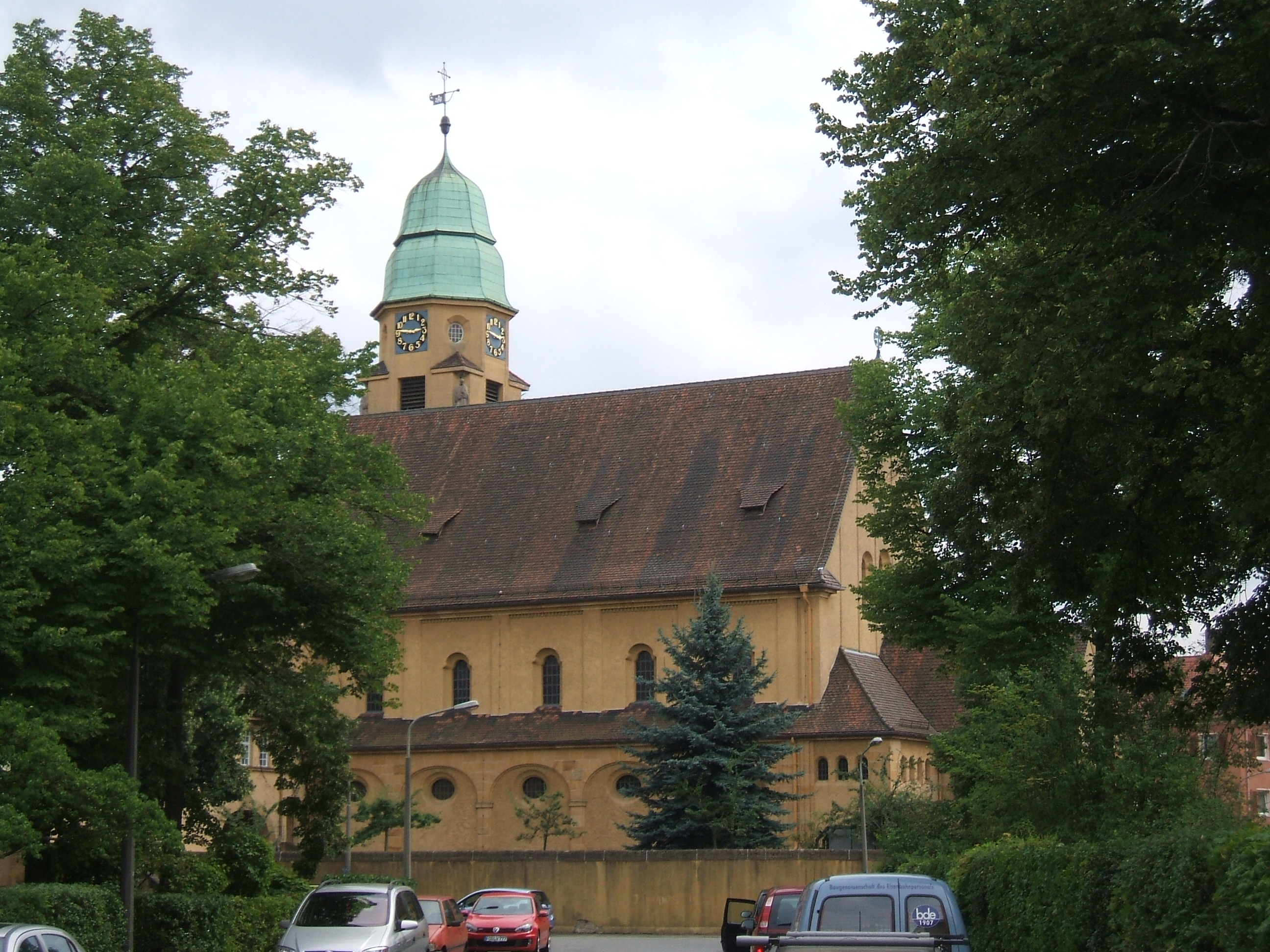
Zengerstraße mit katholischer Kirche St. Willibald

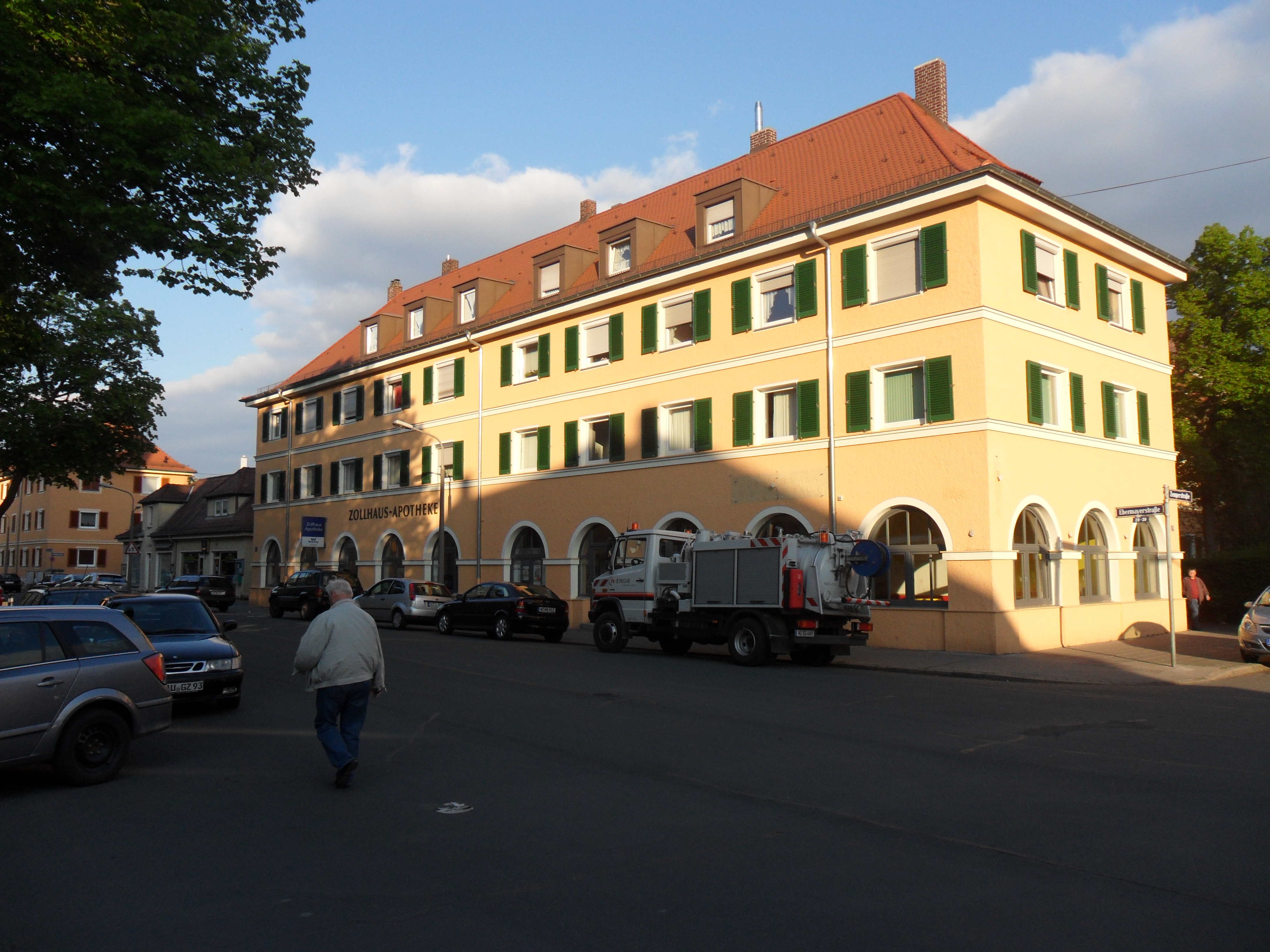
Mehrfamilienhaus mit Apotheke

Die Bauernfeindsiedlung erweckt, insbesondere in der Paulistraße, noch heute den Eindruck einer barocken Kleinstadt. Beherrscht wird das Erscheinungsbild der Siedlung von dreigeschossigen Bürgerhäusern in Reihenbebauung mit Zwerchhäusern und teilweise mit Gärten. Die Nürnberger Baugeschichte wird darüber hinaus unter anderen durch Erker, Eulenlöcher, Wänden aus Sandsteinquadern, Halb- und Schopfwalmdächern zitiert. Der Zugang zu der Siedlung erfolgt über einen torähnlichen Eingang im Nordosten in der Bauernfeindstraße und ein Torbau im Verlauf der Klenzestraße im Osten. Die Planung der Siedlung basiert auf Entwürfen des Architekten German Bestelmeyer.
In der ersten Bauphase wurden 57 Wohnungen in 25 Häusern errichtet. Den Ausgangspunkt der Siedlungstätigkeit bildet der „Burg“ genannte zwei- bis dreigeschossige Häuserkomplex auf einer kleinen Anhöhe.
Am 4. August 1907 initiierte der Schlosser Matthäus Herrmann die Gründung der Eisenbahner-Baugenossenschaft Nürnberg-Rangierbahnhof, die spätere „Baugenossenschaft des Eisenbahnerpersonals Nürnberg und Umgebung (bde)“. Nachdem die Trägerschaft von der staatlichen Eisenbahnverwaltung auf diese eigens zu diesem Zweck gegründete Baugenossenschaft übergegangen war, begann um 1907/1908 die eigentliche Bautätigkeit.
Es entstanden bis 1913 205 Wohnungen in 39 Häusern, damit konnten rund 20 Prozent der Beschäftigten mit Wohnraum versorgt werden. 1922 wurden zwölf Häuser mit 66 Wohnungen in der Zengerstraße errichtet, zwischen 1924 und 1928 erfolgten Erweiterungen in der Ebermayerstraße und der Reisstraße.
1913 wurden an der Bauernfeindstraße ein Schulhaus und die evangelische Kirche St. Paul eingeweiht, in der Zengerstraße befindet sich seitdem die katholische Kirche St. Willibald. Die Staatsbahnverwaltung stellte den Baugrund und die Pläne für die Kirchenbauten.
Die katholische Kirche St. Willibald lag bei der Grundsteinlegung am 12. September 1912 noch auf Eichstätter Bistumsgebiet. Seit der Einweihung 1913 gehört sie zum Bistum Bamberg. Bis 1922 war sie eine Tochterkirche der Herz-Jesu-Kirche in der Nürnberger Südstadt.
Die Grundsteinlegung der evangelischen Kirche St. Paul erfolgte am 17. November 1912, eingeweiht wurde sie am 7. September 1913. Sie ist als einzige Kirche Nürnbergs im Jugendstil erbaut.
1912 standen den rund 1.500 Einwohnern ein Gasthaus und zwei Läden zur Verfügung, die Kleingärten ermöglichten eine weitgehende Selbstversorgung. Eine Bäckerei, ein Milchladen und ein Postamt kamen 1916 hinzu. Bis 1928 folgen weitere Läden, unter anderem einer des SPD-nahen Konsumvereins, eine Gaststätte und ein Saalbau der Genossenschaft.
Letztere waren vor dem Ersten Weltkrieg von der königlichen Eisenbahndirektion immer abgelehnt worden. Weil die Siedlung von Anfang an als rote Hochburg galt, wollte man sozialdemokratische Zusammenkünfte verhindern. Der Konsumverein versorgte in der Zwischenzeit seine Mitglieder mit dem Auto.

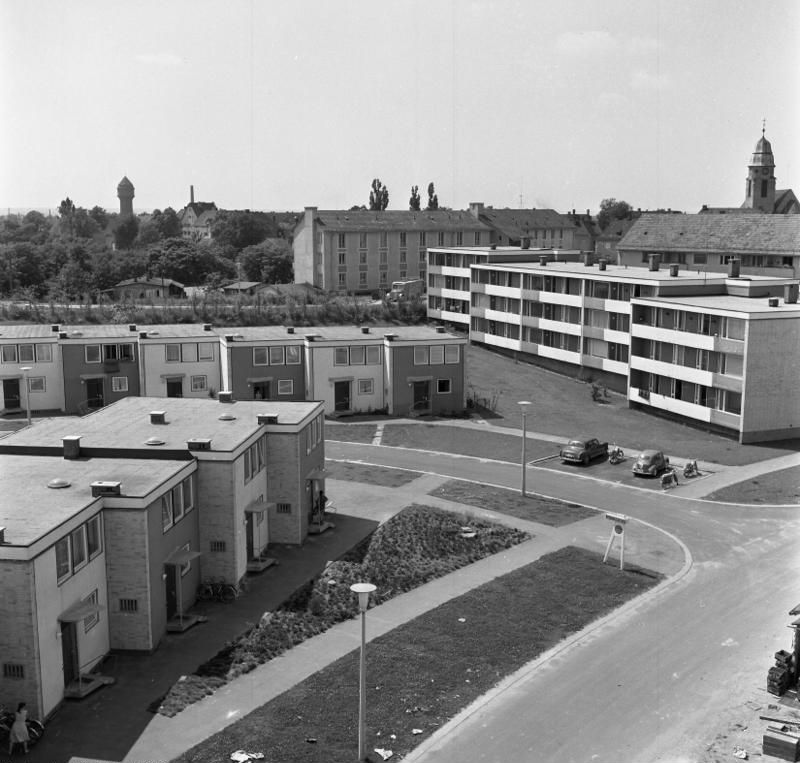
Parkwohnanlage Zollhaus im Jahr 1961 von Osten aus gesehen. Hinten links: Der Wasserturm des Rangierbahnhofs. Hinten rechts: St. Willibald.

Die Siedlungsgesellschaft Mitteldeutschland GmbH Halle Saale errichtete 1939 weitere Wohnungen für Bahnbedienstete. Zwischen 1943 und 1945 wurde die Siedlung bei den Luftangriffen auf Nürnberg, auf Grund der Nachbarschaft zum Rangierbahnhof und der Industriebetriebe in der Südstadt, in Mitleidenschaft gezogen. In der Zeit zwischen 1946 und 1954 wurden diese Schäden beseitigt, mit der Errichtung der Häuser Schnorrstraße 3b, 8 und 18 wurde die Siedlung komplettiert. Mit Ausnahme der Wiederaufbauten am Westrand steht die Siedlung heute unter Denkmalschutz. Die ehemaligen Bahnwohnungen stehen inzwischen allen Interessenten offen.

### Parkwohnanlage Zollhaus
Ab 1957 schuf die Eisenbahn-Wohnungsbaugesellschaft Nürnberg mit der Parkwohnanlage Zollhaus zwischen der Bauernfeindsiedlung und der Münchener Straße weiteren Wohnraum.

## Verkehr
Die Münchener Straße (B 8) ist die östliche Grenze des Stadtteils, sie ersetzt seit den 1960ern die Allersberger Straße.

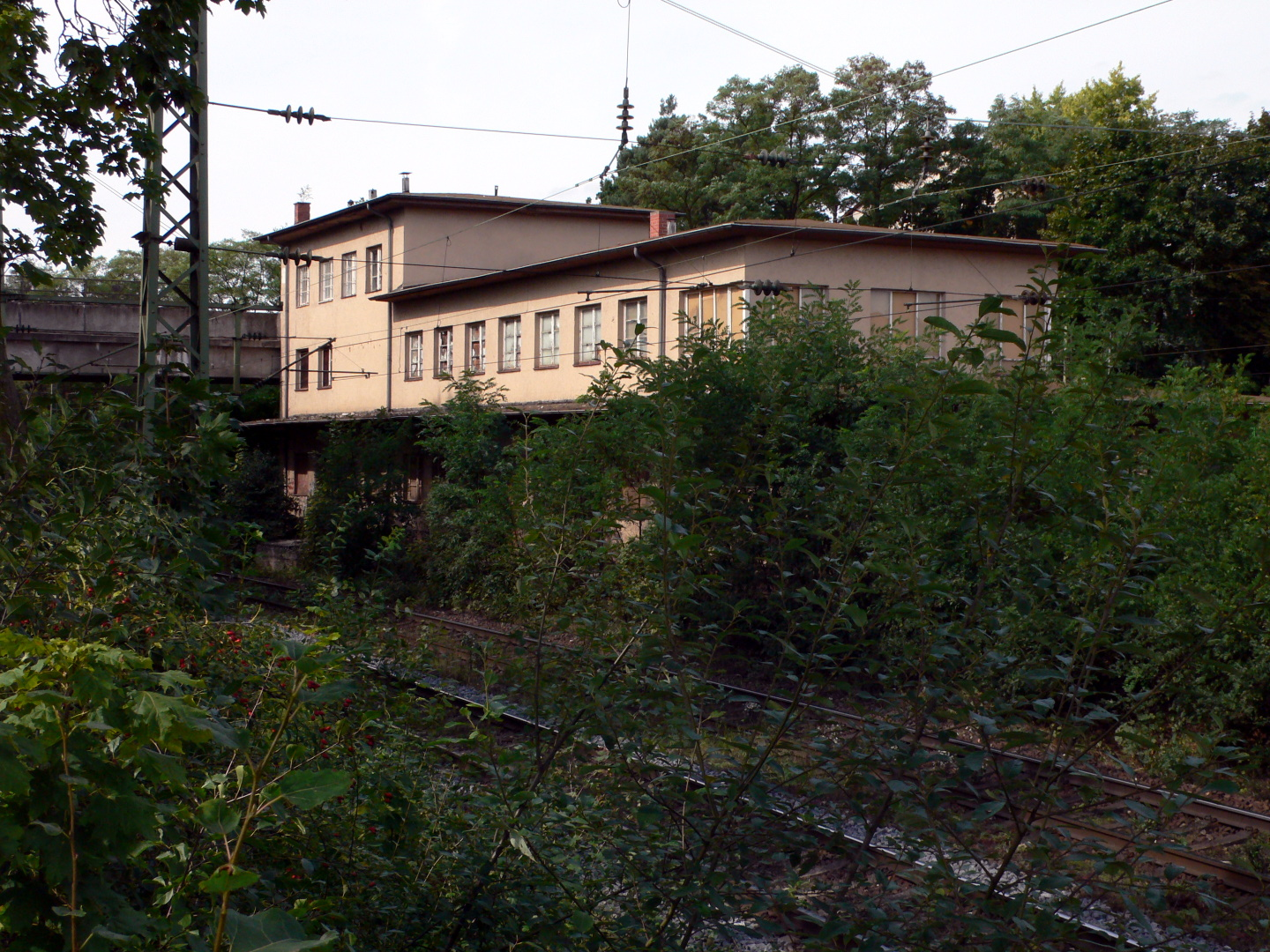
Haltepunkt Nürnberg-Zollhaus

Die Königlich Bayerischen Staatseisenbahnen eröffneten am 10. Juli 1904 den Haltepunkt Nürnberg-Zollhaus. Der Haltepunkt lag an der Ringbahn nördlich einer heute zugeschütteten Überführung der Klenzestraße. Der Zugang erfolgte auf der Brücke über ein kleines Häuschen.
Ab 1933 wurde die Ringbahn um 1,6 Kilometer nach Süden verlegt, da die Trasse dem geplanten Reichsparteitagsgelände im Weg war.
Der Haltepunkt wurde um etwa 170 m Luftlinie nach Südosten an den heutigen Standort verlegt. Der öffentliche Personenverkehr wurde am 27. September 1987 eingestellt und der Haltepunkt nach Aufgabe des Dienstpersonenverkehrs am 31. Mai 1992 stillgelegt.
Am 10. Juli 1929 ging die „Alte Stadionlinie“ der Straßenbahn Nürnberg zwischen der Haltestelle Bayernstraße und dem Stadionbad in Betrieb. Die neue Strecke hatte östlich der Allersberger Straße auf dem Gelände des nach dem Zweiten Weltkrieg entstandenen Silberbucks eine Haltestelle Rangierbahnhof, etwa 300 Meter nordöstlich der Bauernfeindsiedlung. Mit den Bauarbeiten am Reichsparteitagsgeländes wurde die Allersberger Straße nach Westen verschoben und die „Neue Stadionlinie“ westlich von ihr eingerichtet. Ab dem 4. September 1938 hatte die Strecke ihren Endpunkt südwestlich der Großen Straße und führte auf ihrem Weg dorthin auch durch die heutige Sonnenstraße. Nach dem Zweiten Weltkrieg wurde der Abschnitt zwischen Sonnenstraße und Große Straße nicht wieder aufgebaut. Ab 1952 befand sich die Endstation der Straßenbahn in der Sonnenstraße. Im Rahmen des Ausbaus der Allersberger Straße zur Münchener Straße und Plänen zur Weiterführung der Straßenbahn nach Langwasser wurde 1964 eine neue Wendeschleife südwestlich der Kreuzung Bauernfeindstraße/Münchener Straße angelegt. Im Zuge der Bauarbeiten für die erste Teilstrecke der U-Bahn wurde die Wendeschleife 1971 auf die nordwestliche Seite der Kreuzung verlegt.
Am 1. März 1972 wurde der U-Bahnhof Bauernfeindstraße eröffnet, er war bis zur Eröffnung des Bauabschnitts zum U-Bahnhof Frankenstraße am 18. Juni 1974 der nördliche Endpunkt dieser ersten Teilstrecke. Zeitgleich mit der Eröffnung des vierten Teilstücks zum U-Bahnhof Weißer Turm am 28. Januar 1978 wurde die Straßenbahn zur Bauernfeindstraße eingestellt.
Mit Stadtratsbeschluss vom 4. März 2020 wurde die Verlängerung der Straßenbahnlinie 7 von der Allersberger Straße bis zur Bauernfeindstraße beschlossen. Anstelle des heutigen P+R-Parkplatzes Bauernfeindstraße soll bis Herbst 2026 eine neue Wendeschleife mit direktem Übergang zum U-Bahnhof entstehen.